# Sporting Clube de Bissau
Maillots
Actualités
Le Sporting Clube de Bissau est un club bissau-guinéen de football basé à Bissau.

## Histoire
Le club a été fondé en 1936 à Bissau, il est baptisé en honneur du club Portugais du Sporting Clube de Portugal, dont il prend aussi les couleurs. À l'époque coloniale, le club participe à quatre reprises à la Coupe du Portugal, dont il atteint par deux fois les 1/8e de finale en 1967 et en 1970.
Il est le club le plus titré du football bissau-guinéen (14 Championnats, 6 coupes et 2 Supercoupe) et n'a jamais été relégué en division inférieure.
Il participe à plusieurs reprises aux compétitions continentales africaines.

## Palmarès et records

### Palmarès
Le palmarès du Sporting est le plus fourni du football bissau-guinéen, comptant quatorze championnats, sept coupes et quatre supercoupes.
Le Sporting remporte son premier trophée en 1983, et réalise cette année-là le doublé.
| Compétitions nationales | Compétitions internationales |
| --- | --- |
| - Championnat de Guinée-Bissau (14) - Champion : 1983, 1984, 1986, 1991, 1992, 1994, 1997, 1998, 2000, 2002, 2004, 2005, 2007, 2021 - Vice-champion : 1976, 1979, 1985, 1993, 2003, 2013, 2015, 2019, 2022 - Coupe de Guinée-Bissau (7) - Vainqueur : 1976, 1983, 1986, 1987, 1991, 2005, 2019 - Finaliste : 1994, 2004 et 2022 - Supercoupe de Guinée-Bissau (4) - Vainqueur : 1984, 2004, 2005 et 2021 - Finaliste : 1994, 2019 et 2022 | - Coupe des clubs champions africains (0) - Meilleure performance : 1/8e (1984) - Coupe d'Afrique des vainqueurs de coupe (0) - Meilleure performance : 1/8e (1977) |

### Participation aux compétitions africaines
Cette page présente l'historique complet des matchs africains disputés par le Sporting Clube de Bissau depuis 1977.
| Date | Tour              | Adversaire          | Score aller | Score retour | Compétition                             |
| ---- | ----------------- | ------------------- | ----------- | ------------ | --------------------------------------- |
| 1977 | Tour préliminaire | Cedar United        | 1-1         | 0-1          | Coupe d'Afrique des vainqueurs de coupe |
| 1977 | 1/8e              | Canon Yaoundé       | 0-4         | 1-8          | Coupe d'Afrique des vainqueurs de coupe |
| 1984 | Tour préliminaire | Real de Banjul FC   | 0-0         | 0-2          | Coupe des clubs champions africains     |
| 1984 | 1/16e             | Hafia FC            | forfait     | forfait      | Coupe des clubs champions africains     |
| 1984 | 1/8e              | JE Tizi-Ouzou       | forfait     | forfait      | Coupe des clubs champions africains     |
| 1985 | Tour préliminaire | ASC Garde Nationale | 1-0         | 2-2          | Coupe des clubs champions africains     |
| 1987 | Tour préliminaire | Old Edwardians      | forfait     | forfait      | Coupe des clubs champions africains     |
| 1987 | 1/16e             | Asante Kotoko FC    | forfait     | forfait      | Coupe des clubs champions africains     |
| 1993 | Tour préliminaire | EF Ouagadougou      | forfait     | forfait      | Coupe des clubs champions africains     |
| 2000 | Tour préliminaire | Horoya AC           | 2-0         | 1-1          | Ligue des champions                     |
| 2008 | Tour préliminaire | OC Khouribga        | 0-2         | 0-2          | Ligue des champions                     |

#### Bilan
Mise à jour avant la saison 2016
| Coupe                                   | Saisons | Matchs Joués | Victoires | Nuls | Défaites | Buts marqués | Buts encaissés | Différence de but |
| Coupe des clubs champions               | 4       | 4            | 1         | 2    | 1        | 4            | 3              | +1                |
| Ligue des champions                     | 2       | 4            | 0         | 1    | 3        | 1            | 7              | -6                |
| Coupe d'Afrique des vainqueurs de coupe | 1       | 4            | 1         | 1    | 2        | 3            | 13             | -10               |
| TOTAL                                   | 7       | 12           | 2         | 4    | 6        | 8            | 23             | -15               |

## Personnalités du club

### Anciens joueurs
| Années 1990 - Mamadi Baldé | Années 2000 - Mamadu Candé |